# Roger Sarret
Roger Sarret est un homme politique français né le 1er août 1893 à Boulogne-sur-Seine (Hauts-de-Seine) et décédé le 8 juin 1977 à Nice (Alpes-Maritimes).
Avocat à Paris, il est député de Seine-et-Oise de 1934 à 1936, élu à la suite d'une partielle provoquée par la démission de Gaston Bergery. Battu en 1936, il quitte la vie politique.
Il devient cependant ambassadeur de France en Roumanie en 1944.